# Мингазов, Камиль Александрович
Камиль Александрович Мингазов (туркм. Kamil Aleksandrowiç Mingazow; род. 21 июня 1968, Мары) — советский и туркменский футболист, тренер. Главный тренер женской сборной Туркменистана по футболу, одновременно ассистент главного тренера в мужской сборной Туркменистана по футболу.

## Биография
В 1987 и 1989—1991 выступал за «Копетдаг». В 1988—1989 играл за «Буковину». Вместе с командой занял 1-е место в 6-й («украинской») зоне 2-й лиги.
В 1992—1999 в независимом чемпионате Туркменистана играл за «Копетдаг» и «Нису». Семикратный чемпион Туркменистана и шестикратный обладатель кубка Туркменистана.
Одновременно играл за сборную Туркменистана (1992—2005), участник многих отборочных турниров к чемпионату мира, Кубкам Азии. Участник ряда финальных турниров.
Карьеру тренера начал в мае 2006 года, когда стал главным тренером «Нисы».
Вместе с бывшим одноклубником по «Копетдагу» Тофиком Шукуровым работал главным тренером женской команды «Копетдаг».
Работал вторым тренером в ашхабадском клубе «Талып спорты».
C 2019 года тренирует одновременно футбольную и футзальную женскую сборную Туркменистана.
В 2020 году тренировал женский футзальный клуб «Ашхабад».

## Сборная
За сборную Туркменистана сыграл на всех позициях, начиная нападающим, полузащитником, защитником, и даже вратарем, на Азиатских играх 1994 в Японии, против Китая, матч закончился со счетом 2-2.

## Личная жизнь
Жена — Екатерина (1969 года рождения), имеют троих детей: Альбина (1988 года рождения), Камила (2005 года рождения). Сын Руслан Мингазов — известный футболист, вингер «Иртыша» и сборной Туркменистана.

## Статистика
| Сезон   | Клуб                  | Лига        | Чемпионат | Чемпионат |
| Сезон   | Клуб                  | Лига        | Игры      | Голы      |
| ------- | --------------------- | ----------- | --------- | --------- |
| 1987    | Копетдаг              | Вторая лига | 27        | 1         |
| 1988    | Буковина              | Вторая лига | 22        | 1         |
| 1989    | Буковина              | Вторая лига | 3         | 0         |
| 1989    | Копетдаг              | Вторая лига | 7         | 1         |
| 1990    | Копетдаг              | Вторая лига | 34        | 2         |
| 1991    | Копетдаг              | Вторая лига | 41        | 5         |
| 1992    | Копетдаг              | Высшая лига | ?         | ?         |
| 1993    | Копетдаг              | Высшая лига | ?         | 16        |
| 1994    | Копетдаг              | Высшая лига | ?         | ?         |
| 1995    | Копетдаг              | Высшая лига | ?         | ?         |
| 1996    | Копетдаг              | Высшая лига | ?         | ?         |
| 1997/98 | Копетдаг              | Высшая лига | ?         | ?         |
| 1998/99 | Копетдаг              | Высшая лига | ?         | ?         |
| 1999    | Женис                 | Высшая лига | 20        | 0         |
| 2000    | Ниса                  | Высшая лига | ?         | ?         |
| 2001    | Шахтер-ИК (Караганда) | Высшая лига | 16        | 0         |
| 2002    | Копетдаг              | Высшая лига | ?         | 0         |
| 2002    | Ниса                  | Высшая лига | ?         | 1         |
| 2003    | Ниса                  | Высшая лига | ?         | ?         |
| 2004    | Ниса                  | Высшая лига | ?         | ?         |
| 2005    | Ниса                  | Высшая лига | ?         | ?         |
| 2006    | Ниса                  | Высшая лига | ?         | ?         |

## Достижения
- Семикратный чемпион Туркменистана как игрок в составе «Копетдага» (1992—1995, 1998).
- Шестикратный обладатель Кубка Туркменистана 1993, 2000 (забил гол в финале).